# كأس سلوفاكيا
كأس سلوفاكيا (بالسلوفاكية: Slovenský pohár)‏ هي مسابقة كأس خروج المغلوب الرئيسية في كرة القدم السلوفاكية.
تم التنافس على المسابقة لأول مرة في عام 1961. حتى عام 1993، كان الفائز بكأس سلوفاكيا يواجه الفائز بكأس التشيك في نهائي كأس تشيكوسلوفاكيا، والذي سيكون الفائز فيه ممثل تشيكوسلوفاكيا في كأس الكؤوس الأوروبية (سلوفان براتيسلافا فاز بالبطولة في 1968–1969).
الفائز يتأهل حاليًا للدوري الأوروبي.

## وصلات خارجية
- كأس سلوفاكيا على Futbalnet.sk
- كأس سلوفاكيا على Soccerway.com